# Baraki (Żurawica)
Baraki – przysiółek wsi Żurawica w Polsce, położony w województwie podkarpackim, w powiecie przemyskim, w gminie Żurawica.
W latach 1975–1998 przysiółek administracyjnie należał do województwa przemyskiego.